# حاجی‌آباد (علی‌آباد)
حاجی آباد، روستایی است از توابع بخش مرکزی شهرستان علی‌آباد در استان گلستان ایران

## جمعیت
این روستا در دهستان کتول قرار دارد و براساس سرشماری مرکز آمار ایران در سال ۱۳۸۵، جمعیت آن ۳۶۴ نفر (۹۱خانوار) بوده‌است.